# Charles-Michel de l'Épée
Charles-Michel de l'Épée, francoski filantropski pedagog, * 24. november 1712, Versailles, † 23. december 1789, Pariz.
l'Épée je bil prvi, ki je dobil zamisel o izobraževanju gluhih otrok. V tistih časih so posamezni izobraženci, večinoma iz cerkvenih krogov zapisovali različna odkritja o kretnjah in znakovnih jezikih, ki so jih uporabljali gluhi v njihovih deželah, in poskušali poučevati posamezne bogate gluhe otroke, niso pa se toliko posvečali splošnemu izobraževanju gluhih.
Okoli leta 1760 je l'Épée uresničil svojo zamisel in v Parizu ustanovil prvo šolo za gluhe otroke, kjer je bil tam tudi njihov učitelj. To je bil zgodovinski začetek izobraževanja gluhih v njihovem znakovnem jeziku. l'Épée je menil, da je pomanjkljiv govor pri gluhih razmeroma zanemarljiva pomanjkljivost v primerjavi s pomanjkljivo izobrazbo, zato jih je začel izobraževati v znakovnem jeziku in imel pri tem tudi lepe uspehe. Razvil je tudi svoj sistem metodičnih znakov, tako da je kretnje, ki so jih učenci že poznali, dopolnjeval z novimi. Napisal pa je tudi tri pomembne knjige o poučevanju gluhih in prvi slovar kretenj.
Zaradi dosežkov na področju izobraževanja gluhih, je dobil tudi naziv »oče gluhih«.
Iz njegove šole so prišli tudi gluhi učitelji, med njimi tudi Laurent Clerc, ki je postal prvi gluhi učitelj v Ameriki.